# Broderick (Saskatchewan)
Pour les articles homonymes, voir Broderick.
Broderick est un village situé dans la province de Saskatchewan, dans le centre-sud.